# The Cave Man (film 1915)
The Cave Man (o The Caveman) è un film muto del 1915 diretto da Theodore Marston. La sceneggiatura di Marguerite Bertsch si basa su The Cave Man, un lavoro teatrale di Gelett Burgess (1866-1951) andato in scena a Broadway il 20 ottobre 1911 al Fulton Theatre.

## Trama
Per scommessa, la ricca ed elegante Madeline è decisa a trasformare in una sola settimana un lavoratore in un uomo di spicco in società. L'oggetto dell'esperimento è Hanlick Smagg, uno scaricatore che accetta di prestarsi a fare da cavia. Madeline lo porta dal barbiere e dal sarto, gli dà qualche rudimento di educazione e lo presenta come un sociologo che studia le classi inferiori. Sotto la guida della giovane signora, Hanlick si fa apprezzare in società, tanto che Dolly, un'amica di Madeline, si innamora di lui. L'uomo, però, si rende conto di essere considerato come un giocattolo: lui, invece, si è innamorato della sua "creatrice" e, risvegliata la sua ambizione, si mette a lavorare a un impianto siderurgico che gli fa guadagnare una fortuna, Adesso, diventato un pari grado di Madeline, ha il coraggio di abbracciarla e di dichiararsi.

## Produzione
Il film fu prodotto dalla Vitagraph Company of America.

## Distribuzione
Distribuito dalla V-L-S-E, il film uscì nelle sale cinematografiche statunitensi il 29 settembre 1915.